# شهرستان قلعه صالح
شهرستان قلعه صالح (به عربی: قضاء قلعة صالح) یک شهرستان و منطقهٔ مسکونی در عراق است که در استان میسان واقع شده‌است.